# Unidad periférica de El Pireo
El Pireo (en griego Περιφερειακή ενότητα Πειραιώς) es una unidad periférica de Grecia. Forma parte de la periferia de Ática y cubre la parte suroccidental de la zona urbana de Atenas. Su capital es El Pireo.

## División
La unidad periférica de El Pireo se creó en 2011 como división de la antigua prefectura de El Pireo, como parte de las reformas del plan Calícrates. Se subdivide en 5 municipios (en paréntesis el número de referencia del mapa):
- Keratsini-Drapetsona (4)
- Korydallós (5)
- Nikaia-Agíos Ioánnis Rentis (7)
- Pérama (8)
- El Pireo (1)